# Oksel

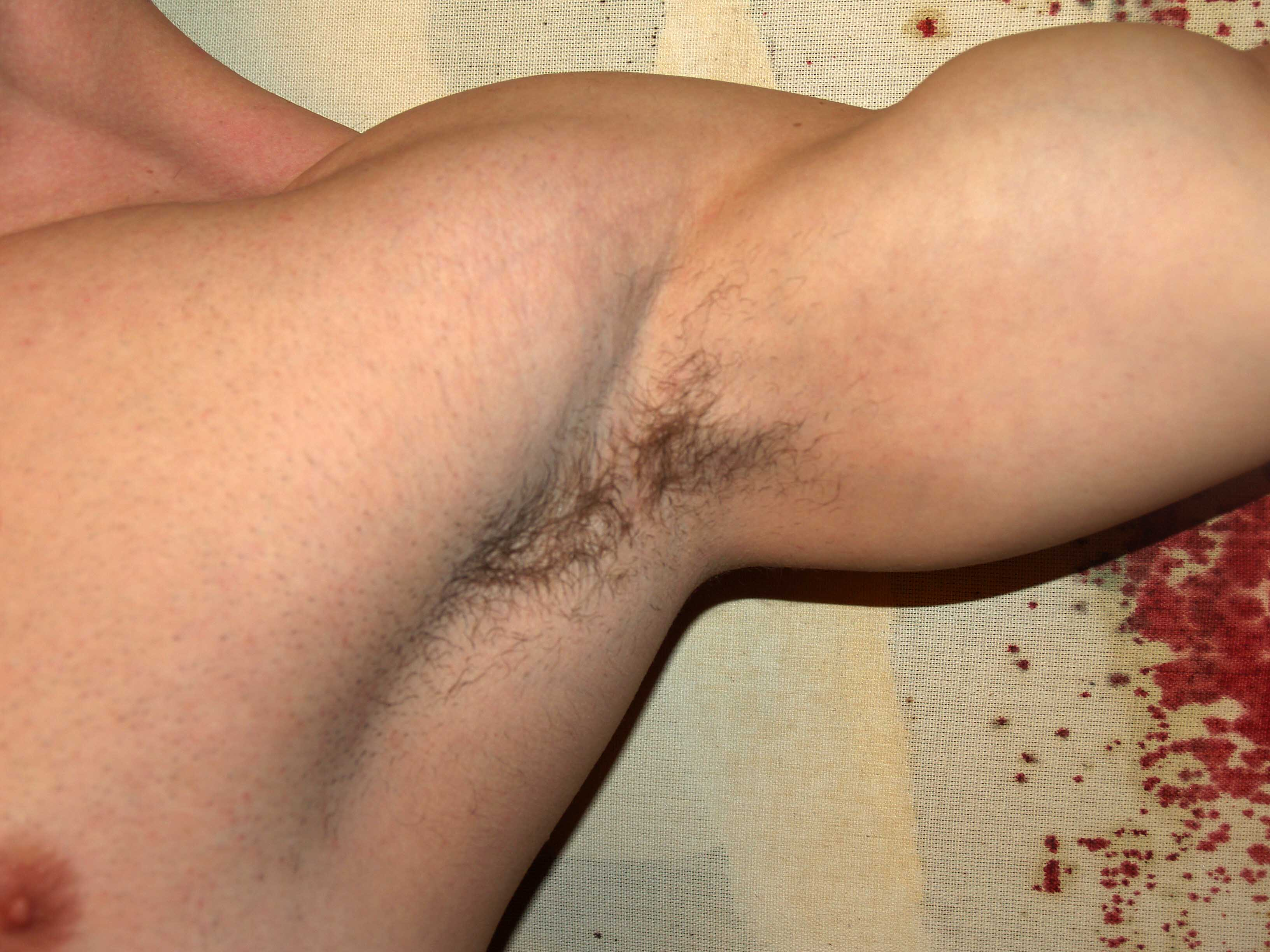
Een oksel.

De oksel (Latijn: Axilla) is de holte onder de arm. Onder de huid bij de oksel zitten lymfeklieren die een belangrijke rol in het afweersysteem spelen.
In de puberteit gaan er haren groeien in de oksels (okselhaar). In de haarzakjes zitten de zweetklieren. Bij de oksels zijn die van het apocriene type, dat actief wordt vanaf de puberteit. Het zweet heeft weinig of geen geur. Okselgeur wordt geproduceerd door de huidbacteriën, die onder de oksel leven. Vaak wordt hiervoor een deodorant gebruikt.
In het Westen is het een schoonheidsideaal voor vrouwen om geschoren oksels te hebben. Dit ideaal is pas ontstaan aan het einde van de 19e eeuw. Deze trend heeft zich deels ook onder mannen verspreid.

## In de botanie
In de botanie of plantkunde is de oksel de hoek tussen een stengel en een blad. Deze oksel bevindt zich aan de bovenkant, in tegenstelling tot de oksel onder de arm. In de oksel bevindt zich vaak een okselknop die kan uitgroeien tot een zijstengel.

## In de kerkenbouw
In de kerkenbouw is een oksel meestal de hoek van het schip met de dwarsbeuk.